# 7,5 cm PaK 97/38
Il  PaK 97/38 (7.5 cm Panzerabwehrkanone 97/38) è stato un cannone anticarro tedesco impiegato dalla Wehrmacht durante la seconda guerra mondiale; era derivato dal famoso cannone campale francese da 75 mm. Fu fornito anche a diversi paesi membri dell'Asse.

## Storia
Durante l'invasione della Polonia  e quella della Francia, la Wehrmacht si impadronì di migliaia di cannoni 75 mm Mle. 1897 della Schneider. Queste armi, ancora valide, furono adottate dai tedeschi come 7,5 cm FK 97 (p) e 7,5 cm FK 231 (f) e utilizzate nel loro ruolo originario di artiglieria da campagna.
Durante l'invasione tedesca dell'Unione Sovietica nel 1941, le unità della Wehrmacht si scontrarono con i nuovi carri armati sovietici, come T-34 ed il KV-1; con la loro spessa corazza inclinata, questi carri risultarono invulnerabili ai cannoni anticarro 3,7 cm PaK 36 normalmente usati dai gruppi anticarro tedeschi; questa situazione portò alla richiesta di armi controcarro più potenti, più efficaci alle normali distanze di combattimento e la risposta fu il 7,5 cm PaK 40, entrato in produzione nel 1941. In attesa della distribuzione in serie di questo pezzo, si rese necessaria una soluzione provvisoria. Il pezzo Schneider da 75 mm era largamente disponibile ma nella configurazione originale queste armi erano poco adatte per la lotta anticarro a causa della velocità iniziale relativamente bassa, dell'angolo di tiro limitato a 6° e della mancanza di sospensioni adeguate che limitavano la velocità di traino a 10–12 km/h. Per superare queste limitazioni ed usare il pezzo come cannone anticarro ad interim, si decise di risolvere il limitato brandeggio e la scarsa mobilità montando la canna da 75 mm sul moderno affusto ruotato del cannone anticarro 5 cm PaK 38. Per attenuare il rinculo, la canna fu dotata di un freno di bocca di grandi dimensioni. Per compensare la bassa velocità iniziale, si decise di impiegare un proietto a carica cava (HEAT), la cui efficacia era indipendente da velocità iniziale e distanza.
Nel 1942, furono consegnati 2 854 pezzi, seguiti da altri 858 nel 1943. Il costo di fabbricazione di un pezzo era di 9000 Reichsmark, rispetto ai 12000 di un Pak 40. La produzione fu interrotta quando i più potenti Pak 40 furono in servizio in numero adeguato. Nonostante l'efficacia modesta ed il rinculo violento, il pezzo fu ampiamente utilizzato fino alla fine della guerra, come dimostra il numero delle munizioni utilizzate: 37800 proietti HEAT nel 1942 e 371600 nel 1943. Il 1º marzo 1945 risultavano in servizio nella Wehrmacht 145 tra Pak 97/38 e FK 231 (f), dei quali 14 in unità di prima linea.
Dieci canne con i relativi scudi furono sperimentalmente installati sullo scafo del carro leggero sovietico T-26. Questi semoventi, denominati 7,5 cm Pak 97/38 (f) auf Pz.740 (r), operarono nella 3ª Compagnia del 563º Battaglione anticarro, prima di essere sostituiti, il 1º marzo 1944, dal Marder III.
Il cannone fu utilizzato anche dall'esercito finlandese durante la Guerra di continuazione. I finlandesi avevano acquisito gli Schneider da 75 direttamente dalla Francia nel 1940 ma, rimasti delusi dalle sue prestazioni, nel 1943 si accordarono con la Germania per aggiornare 46 pezzi allo standard Pak 97/38. Alcuni di questi pezzi rimasero in servizio addirittura fino al 1986.
Una decina di cannoni furono forniti nel 1942 all'alleata Romania, mentre 43 pezzi furono schierati dall'esercito ungherese.
Nel 1942, delle nove divisioni dell'ARMIR, tutte ricevettero una batteria armata con il pezzo tedesco, ribattezzato 75/39, tranne la 156ª Divisione fanteria "Vicenza", un'unità d'occupazione di seconda linea.